# 兼庄乡
兼庄乡，是中华人民共和国河北省邯郸市丛台区下辖的一个乡镇级行政单位。2016年，撤销邯郸县后划入。

## 行政区划
兼庄乡下辖以下地区：
兼庄村、汉霸庄村、东辛庄村、王安堡村、东军师堡村、西军师堡村、东填池村、西填池村、爆台寺村、南程庄村、北陈庄村、东耒马台一街村、东耒马台二街村、东耒马台三街村、东耒马台四街村、东耒马台五街村和东柳林村。